# Ana Paula Vergutz
Ana Paula Vergutz (Cascavel, 20 de abril de 1989) é uma canoísta brasileira.
Integrou a delegação nacional nos Jogos Pan-americanos de 2011, em Guadalajara (México).
Em 2009, Ana Paula fora semifinalista do Mundial de Canoagem de Velocidade, realizado em Dartmouth, Canadá
Nos Jogos Pan-Americanos de 2015 conquistou a medalha de bronze na categoria K-1 200m.